# Chalain-d'Uzore
Chalain-d'Uzore is een gemeente in het Franse departement Loire (regio Auvergne-Rhône-Alpes) en telt 529 inwoners (2004). De plaats maakt deel uit van het arrondissement Montbrison.

## Geografie
De oppervlakte van Chalain-d'Uzore bedraagt 8,0 km², de bevolkingsdichtheid is 66,1 inwoners per km².
De onderstaande kaart toont de ligging van Chalain-d'Uzore met de belangrijkste infrastructuur en aangrenzende gemeenten.

## Demografie
Onderstaande figuur toont het verloop van het inwonertal (bron: INSEE-tellingen).